# Octaédrite
Pour l’article homonyme, voir Anatase (dont Octaédrite est un synonyme désuet).
Les octaédrites (ou octahédrites) constituent la catégorie de météorites de fer la plus répandue. Elles sont essentiellement constituées de deux alliages de fer et de nickel : la kamacite relativement pauvre en nickel et la taénite plus riche. On y trouve souvent aussi un phosphure de fer et de nickel, la schreibersite, ainsi qu'un carbure de fer, nickel et cobalt, la cohénite (espèce minérale présente aussi dans les aciers, et nommée alors cémentite).
Une fois polie et nettoyée à l'acide, la roche laisse apparaître des figures dites de Widmanstätten. Ces figures, un entrecroisement de cristaux de taénite et de kamacite d'épaisseur comprise entre 0,2 mm et 5 cm, se forment par démixtion à l'état solide pendant le lent refroidissement du corps parent de la météorite. On trouve souvent aussi un mélange inorganisé de petits grains de kamacite et de taénite appelé plessite. L'acide en attaquant la kamacite fait apparaître la texture de la roche.